# Rodolphe Pesce
Pour les articles homonymes, voir Pesce.
Rodolphe Pesce, né le 10 octobre 1935 à Marseille, est un homme politique français. Membre du Parti socialiste (PS), il est maire de Valence de 1977 à 1995, député de la Drôme de 1978 à 1988 et président du conseil général de la Drôme de 1985 à 1992.

## Biographie
Après avoir été dirigeant national de l'UNEF pendant ses études supérieures à l'université d'Aix-Marseille, il est nommé professeur de mathématiques à Valence et devient secrétaire départemental du SNES et un des animateurs de la grève de Mai 68 dans la Drôme.
Rodolphe Pesce est élu Premier secrétaire de la fédération de la Drôme du PS de 1971 à 1973 puis conseiller général de la Drôme, de 1973 à 1979 et de 1985 à 1994. Il est maire de Valence de 1977 à 1995, député à l'Assemblée Nationale de 1978 à 1988, proche de Pierre Mauroy, il est nommé président de la commission nationale pour le développement social des quartiers de 1984 à 1986.
Rodolphe Pesce a été président du conseil général de la Drôme de 1985 à 1992 et  chargé de mission auprès des ministres des affaires sociales Martine Aubry et Élisabeth Guigou de 1997 à 2002.
Rodolphe Pesce est officier de la Légion d'Honneur, depuis le 1er janvier 2013, ainsi que de l'ordre national du Mérite.